# Cheilanthes sieberi
Cheilanthes sieberi är en kantbräkenväxtart. Cheilanthes sieberi ingår i släktet Cheilanthes och familjen Pteridaceae.

## Underarter
Arten delas in i följande underarter:
- C. s. pseudovellea
- C. s. sieberi

## Bildgalleri

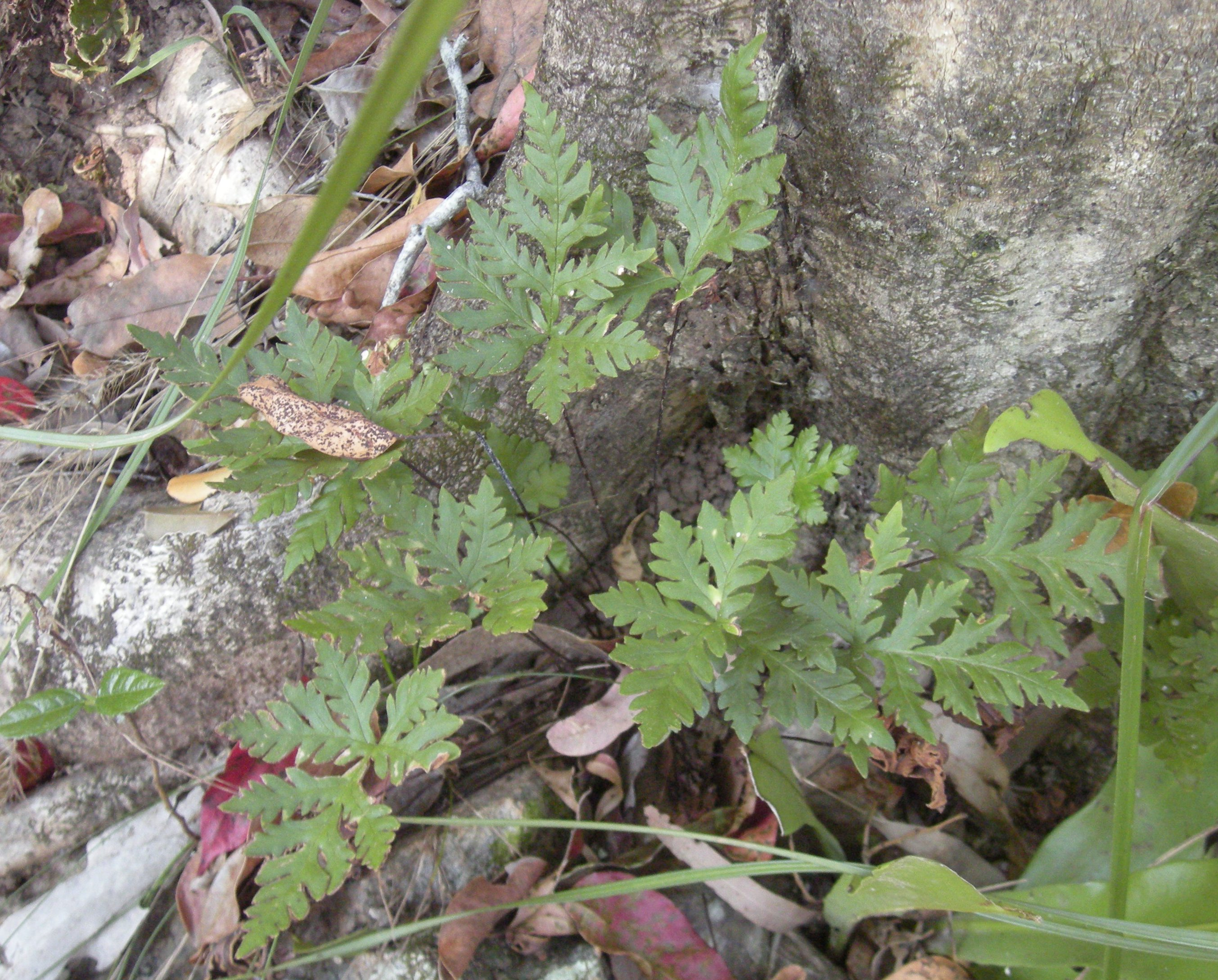